# Boisbergues
Boisbergues [bwabɛʁɡ] (picardisch: Boébérque) ist eine nordfranzösische Gemeinde mit 66 Einwohnern (Stand 1. Januar 2022) im Département Somme in der Region Hauts-de-France. Die Gemeinde liegt im Arrondissement Amiens, ist Teil der Communauté de communes du Territoire Nord Picardie und gehört zum Kanton Doullens.

## Geographie
Die Gemeinde liegt rund sechs Kilometer ostnordöstlich von Bernaville. Das Gemeindegebiet entwässert über mehrere unstetige Wasserläufe zum Authie. Zu Boisbergues gehört der Weiler Le Petit Quesnel.

## Geschichte
Der Ort wurde 817 von Ludwig dem Frommen der Abtei Saint-Riquier unterstellt.

## Einwohner
| 1962 | 1968 | 1975 | 1982 | 1990 | 1999 | 2006 | 2011 |
| ---- | ---- | ---- | ---- | ---- | ---- | ---- | ---- |
| 129  | 96   | 83   | 79   | 71   | 76   | 85   | 83   |

## Verwaltung
Bürgermeister (maire) ist seit 1975 Jean-Pierre Ossart.

## Sehenswürdigkeiten

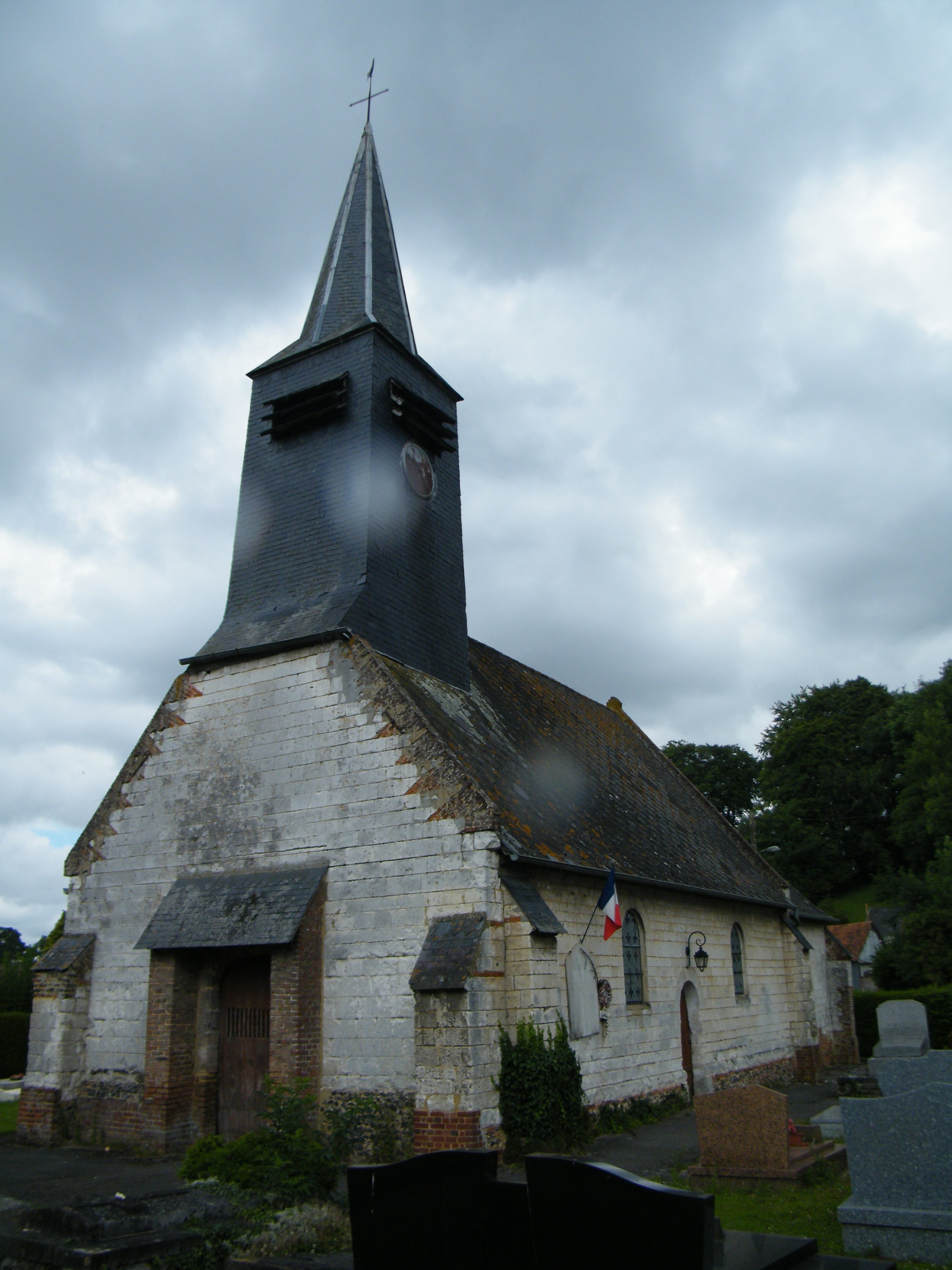
Kirche Saint-Martin

- Kirche Saint-Martin